# Johan David Valerius

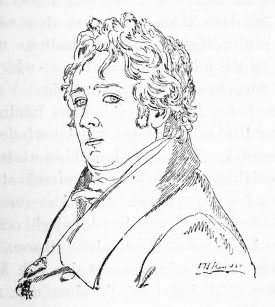
Johan David Valerius.

Johan David Valerius, född 13 januari 1776 i Göteborg, död 4 augusti 1852 i Stockholm, var en svensk ämbetsman och skald. Han var ledamot av Svenska Akademien, där han innehade stol 15 från 1826, och Musikaliska akademien samt hedersledamot av Vitterhetsakademien.

## Biografi
Johan David Valerius studerade först vid Göteborgs gymnasium och fortsatte sina studier vid Lunds universitet 1788–1791 med målsättningen att nå filosofiska graden, men vilka avbröts efter tre år av bristande tillgångar. Han återvände till Göteborg, för att som privatlärare söka sitt uppehälle. År 1793 reste Valerius till Uppsala och dess universitet, där han i hast avlade juridisk examen samma år. Valerius gjorde i slutet av 1790-talet ett försök att bli operasångare, men hans stora scenskräck gjorde det omöjligt. Däremot fortsatte han att göra en lång rad uppskattade översättningar av operor, operetter, lustspel och dramer.
Valerius blev extra ordinarie kanslist i justitierevisionen och auskultant i Svea hovrätt 1793, sekreterare vid Kungliga teaterdirektionen 1797, hovsekreterare 1802, sekreterare hos generalinspektören över kavalleri och artilleri samt presidentsekreterare i Krigskollegium 1805, förste expeditionssekreterare i handels- och finansexpeditionen 1810, tjänstgjorde vid riksdagen 1809–1810 som sekreterare i konstitutions- och expeditionsutskotten samt som borgarståndets sekreterare och vid riksdagarna 1817–1818, 1823, 1828–1830 och 1834–1835 som sekreterare i konstitutionsutskottet, landssekreterare i Östergötlands län 1820 och då bosatt i Linköping, ledamot i Rikets allmänna ärendens beredning samt kanslidepartementschef i generaltullstyrelsen 1824, kansliråd 1826, kameraldepartementschef i generaltullstyrelsen 1835. Han erhöll avsked med pension 1841. Valerius blev riddare av Nordstjärneorden 1814 och av Carl XIII:s orden 1835,

### Familjeförhållanden
Han var son till Erik Wallerius, fattighuspredikant i Göteborg, och Cathrina Christina Ekman. Han var far till Adelaïde Leuhusen och Aurora Wilhelmina Fahlcrantz, den senare gift med biskopen och skalden Erik Fahlcrantz. Valerius är begraven på Uppsala gamla kyrkogård.

### Samlade arbeten
- Samlade vitterhets-arbeten. 1-2. Stockholm: Samson & Wallin. 1855. Libris 2146312
  -  1. Libris 2146313
  -  2. Libris 2146314. https://runeberg.org/vjdsam/2/

### Översättningar
- Étienne Morel de Chédeville: Panurge på Lantern-ön, opera i tre acter (Stockholm, 1799)
- Pierre Laurent de Belloy: Gaston och Bayard, tragedie i fem acter (Stockholm, 1801)
- Jean Henri Guy: Anakreon på Samos, lyriskt skådespel i tre akter (Stockholm, 1803)
- Voltaire: Mahomet; tragedi i fem akter (Stockholm, 1806)
- Marcus Annæus Lucanus: Massilias belägring (Stockholm, 1827)